# فراموش نکن (فیلم ۱۹۸۱)
فراموش نکن (به هندی: Bhula Na Dena) فیلمی هندی محصول سال ۱۹۸۱ و به کارگردانی هرش کوهلی است. در این فیلم بازیگرانی همچون راکیش روشن، کجال کیران، سوجیت کومار، شکهار کاپور و هلن ایفای نقش کرده‌اند.